# Рожков, Артур Александрович
Артур Александрович Рожков — украинский спортсмен-гиревик, заслуженный мастер спорта Украины, доктор сельскохозяйственных наук, профессор.
Профессор кафедры растениеводства Харьковского национального аграрного университета имени В. Докучаева, директор Института последипломного образования.

## Биография
1998 окончил с отличием агрономический факультет ХГАУ им. В. В. Докучаева, учёный агроном.
В течение 1998—2001 годов учился в аспирантуре на кафедре растениеводства, где остался работать научным сотрудником.
2004 защитил кандидатскую диссертацию — «Урожайность растений яровой пшеницы в зависимости от влияния предшественников, норм высева и способов посева в Восточной Лесостепи Украины».
В течение 2005—2007 годов работал начальником научной части университета.
2007 переведен на должность доцента кафедры растениеводства и назначен деканом по работе с иностранными учащимися. С января 2011 года и далее — директор Института последипломного образования.
2014 защитил диссертацию на соискание ученой степени доктора сельскохозяйственных наук: «Агробиологические основы формирования продуктивности пшеницы твердой яровой и ярового тритикале в Левобережной Лесостепи Украины».
25 октября 2015 избран от Блока Петра Порошенко «Солидарность» в Роганский поселковый совет .
Указом Президента Украины № 336/2016 от 19 августа 2016 награждён юбилейной медалью «25 лет независимости Украины» .

## Некоторые спортивные достижения
- четырёхкратный чемпион мира по гиревому спорту,
- абсолютный чемпион Европейского турнира по гиревому спорту,
- бронзовый призёр чемпионата мира по гиревому спорту 2006 года,
- абсолютный чемпион Украины по гиревому спорту,
- неоднократный победитель Чемпионатов Украины по гиревому спорту.